# Hoplitis bunocephala
Hoplitis bunocephala är en biart som beskrevs av Charles D. Michener 1947. Den ingår i släktet gnagbin och familjen buksamlarbin. Inga underarter finns listade i Catalogue of Life.

## Beskrivning
Huvud och mellankropp är svarta, honan dock med röda käkspetsar. Antennerna är bruna på undersidan, medan benen har rödaktiga markeringar. Vingarna är svagt bruna med nästan svarta ribbor. På bakkroppen är tergiterna två till fem röda, ofta mörka i mitten. Hos honan kan även tergit sex vara röd på sidorna. Arten är mycket liten; honan är omkring 5 mm lång, medan hanen kan nå upp till 6 mm.

## Utbredning
Hoplitis bunocephala förekommer endast i Kalifornien i USA, där den minskar och därför är klassificerad som hotad ("threatened").

## Ekologi
Som alla gnagbin är Hoplitis bunocephala solitär, honan svarar själv för bobyggnaden och omsorgen om avkomman. Bona kan bland annat byggas i gamla skalbaggsgångar i ekkvistar; larvcellerna ligger på rad åtskilda av mellanväggar av tuggade blad.
Arten är oligolektisk, den flyger endast till lotusar i familjen lotusväxter.